# Suck on This
Pour les articles homonymes, voir suck.
Suck on this est un album du groupe américain de rock Primus enregistré les 25 février 1989 et 5 mars 1989 au Berkeley Square (en), un club de Berkeley aujourd'hui disparu. Il est sorti en novembre 1989.

## Titres
On y retrouve les titres suivants :
| No | Titre               | Durée |
| -- | ------------------- | ----- |
| 1. | John the fisherman  |       |
| 2. | Groundhog's day     |       |
| 3. | The Heckler         |       |
| 4. | Pressman            |       |
| 5. | Jellikit            |       |
| 6. | Tommy the cat       |       |
| 7. | Pudding time        |       |
| 8. | Harold of the rocks |       |
| 9. | Frizzle fry         |       |